# Psyrana solomonensis
Psyrana solomonensis är en insektsart som först beskrevs av Willemse, C. 1953.  Psyrana solomonensis ingår i släktet Psyrana och familjen vårtbitare. Inga underarter finns listade i Catalogue of Life.